# Liriomyza barrocoloradensis
Liriomyza barrocoloradensis este o specie de muște din genul Liriomyza, familia Agromyzidae, descrisă de Frost în anul 1936.
Este endemică în Panama. Conform Catalogue of Life specia Liriomyza barrocoloradensis nu are subspecii cunoscute.